# Liste der Biografien/Bart
Liste der Biografien |
Portal Biografien |
Personensuche
# |
A |
B |
C |
D |
E |
F |
G |
H |
I |
J |
K |
L |
M |
N |
O |
P |
Q |
R |
S |
T |
U |
V |
W |
X |
Y |
Z |
?
 
Ba |
Be |
Bd |
Bg |
Bh |
Bi |
Bj |
Bl |
Bm |
Bn |
Bo |
Br |
Bs |
Bu |
Bw |
By |
Bz
 
Baa |
Bab |
Bac |
Bad |
Bae |
Baf |
Bag |
Bah |
Bai |
Baj |
Bak |
Bal |
Bam |
Ban |
Bao |
Bap |
Baq |
Bar |
Bas |
Bat |
Bau |
Bav |
Baw |
Bax–Baz
 
Bara |
Barb |
Barc |
Bard |
Bare |
Barf |
Barg |
Barh |
Bari |
Barj |
Bark |
Barl |
Barm |
Barn |
Baro |
Barp |
Barq |
Barr |
Bars |
Bart |
Baru |
Barv |
Barw |
Bary |
Barz
 
Barta |
Bartb |
Bartc |
Bartd |
Barte |
Bartf |
Barth |
Barti |
Bartk |
Bartl |
Bartm |
Bartn |
Barto |
Bartr |
Barts |
Bartt |
Bartu |
Barty |
Bartz
Die Liste der Biografien führt alle Personen auf, die in der deutschsprachigen Wikipedia einen Artikel haben. Dieses ist eine Teilliste mit 17 Einträgen von Personen, deren Namen mit den Buchstaben „Bart“ beginnt.

## Bart
- Bart, Andrzej (* 1951), polnischer Schriftsteller, Regisseur und Drehbuchautor
- Bart, François-Cornil (1677–1755), französischer Marineoffizier
- Bart, Georg († 1595), deutscher evangelischer Theologe und Kirchenliedautor
- Bart, Heinrich (1886–1924), deutscher Chemiker
- Bart, Jean (1650–1702), französischer Freibeuter (Dunkerque)
- Bart, Lionel (1930–1999), britischer Musical-Komponist
- Bart, Mandy-Kay (* 1989), deutsche Laiendarstellerin
- Bart, Michael (* 1978), deutscher Medien-Produzent und Journalist
- Bart, Patrice (* 1945), französischer Tänzer, Choreograf und Ballettmeister
- Bart, Robert (1930–2003), französischer Hürdenläufer und Sprinter
- Bart, Roger (* 1962), US-amerikanischer Schauspieler
- Bart, Stephanie (* 1965), deutsche Schriftstellerin
- Bart-Brězynčanski, Arnošt (1870–1956), sorbischer Politiker und nationaler Aktivist
- Bart-Ćišinski, Jakub (1856–1909), sorbischer Dichter
- Bart-Williams, Chris (1974–2023), englischer Fußballspieler
- Bart-Williams, Gaston (1938–1990), sierra-leonischer exilierter Oppositioneller, Journalist, Regisseur, Schriftsteller und Künstler
- Bart-Williams, Patrice (* 1979), deutscher Sänger und SongwriterPatrice Bart-Williams (* 1979)

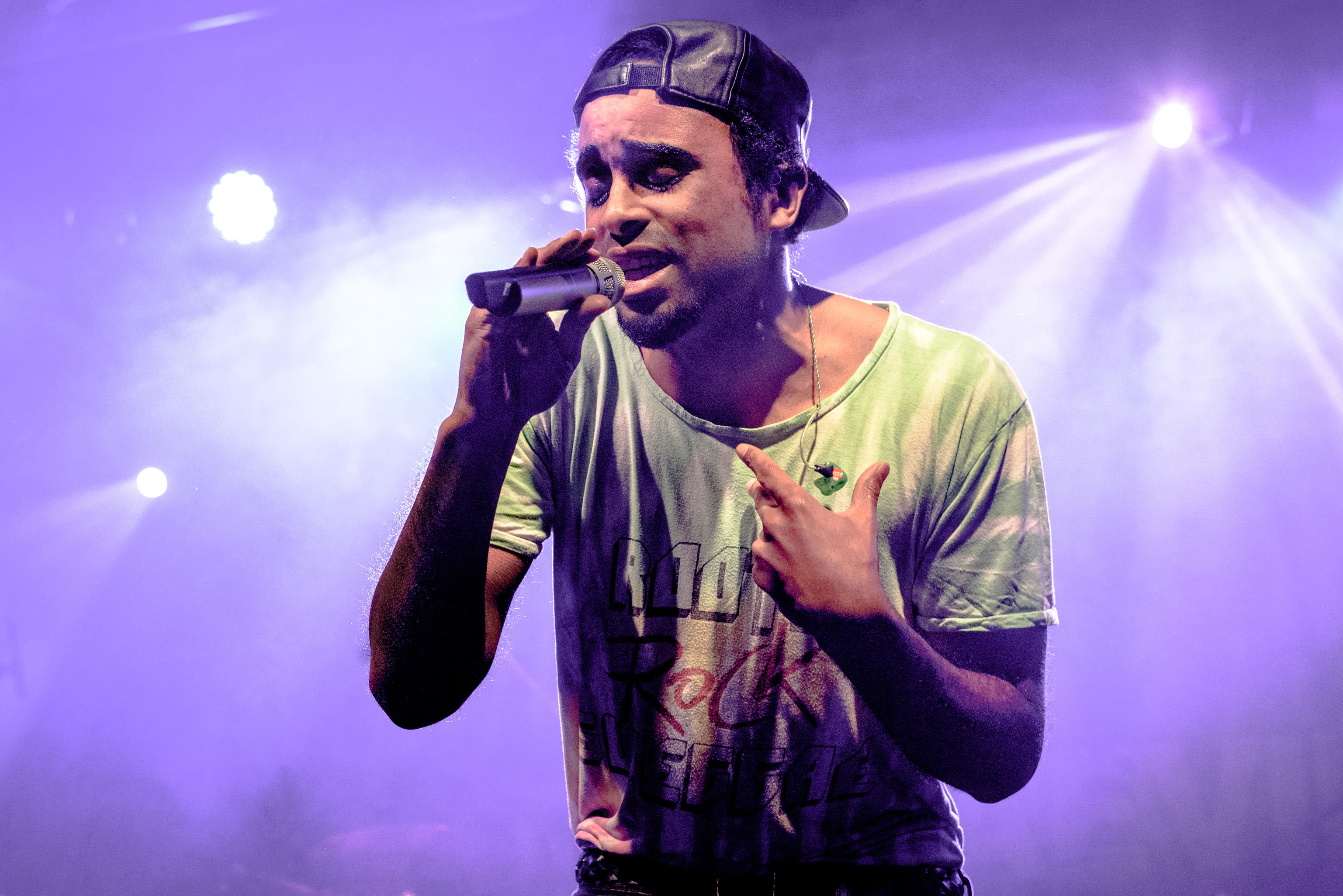
Patrice Bart-Williams (* 1979)